# Ramon Bieri
Ramon Bieri (* 16. Juni 1929 in St. Louis, Missouri; † 27. Mai 2001 in Woodland Hills, Los Angeles, Kalifornien) war ein US-amerikanischer Schauspieler.

## Leben
Bieri begann seine Schauspielkarriere Anfang der 1960er Jahre zunächst als Theaterschauspieler. Er spielte Off-Broadway unter anderem  Macduff in Macbeth und Enobarbus in Antonius und Cleopatra und hatte sein Broadway-Debüt 1963 in Zu wahr um schön zu sein von George Bernard Shaw. Daneben trat er ab 1962 in verschiedenen Fernsehserien auf und war vier Jahrzehnte lang in den verschiedensten Serien-Gastrollen zu sehen. 1981 spielte er in Bret Maverick, der Neuauflage der Westernserie Maverick, neben James Garner die Rolle des Elijah Crow. Diese wurde jedoch nach der ersten Staffel eingestellt.
Er spielte zudem in einigen erfolgreichen Spielfilmen. Größere Rollen hatte er unter anderem in Robert Wises Science-Fiction-Film Andromeda – Tödlicher Staub aus dem All, Terrence Malicks Badlands – Zerschossene Träume und Robert Aldrichs Ein Rabbi im Wilden Westen. Sein Filmdebüt hatte er 1966 neben Jacqueline Bisset und Joseph Cotten in The Grasshopper.

## Filmografie (Auswahl)

### Film
- 1971: Andromeda – Tödlicher Staub aus dem All (The Andromeda Strain)
- 1973: Badlands – Zerschossene Träume (Badlands)
- 1977: Atemlos vor Angst (Sorcerer)
- 1979: Ein Rabbi im Wilden Westen (The Frisco Kid)
- 1980: Wunder in San Francisco (A Christmas Without Snow)
- 1981: Reds
- 1987: Der Sizilianer (The Sicilian)
- 1988: Vibes – Die übersinnliche Jagd nach der glühenden Pyramide (Vibes)
- 1991: Liebe, Lüge, Mord (Love, Lies and Murder)
- 1996: Das Attentat (Ghosts of Mississippi)

### Fernsehen
- 1966: Ein Käfig voller Helden (Hogan’s Heroes)
- 1969: Kobra, übernehmen Sie (Mission: Impossible)
- 1971: Bonanza
- 1971–1972: Alias Smith und Jones (Alias Smith and Jones)
- 1972: Die Straßen von San Francisco (The Streets of San Francisco)
- 1973: Barnaby Jones
- 1974: Detektiv Rockford – Anruf genügt (The Rockford Files)
- 1974: Unsere kleine Farm (Little House on the Prairie)
- 1975: Hawaii Fünf-Null (Hawaii Five-O)
- 1975: Abenteuer der Landstraße (Movin On) (Fernsehserie, Folge Tattoos)
- 1976. Starsky & Hutch (Starsky und Hutch)
- 1977: Drei Engel für Charlie (Fernsehserie, Folge Engel im Zirkus)
- 1979: Drei Engel für Charlie (Fernsehserie, Folge Rosemary)
- 1981–1982: Bret Maverick
- 1982: Ein Colt für alle Fälle (The Fall Guy)
- 1982–1985: Knight Rider (Das Endgültige Urteil, Eine Schreckliche Falle)
- 1984: Ein Duke kommt selten allein (The Dukes of Hazzard)
- 1985: Hunter (Fernsehserie, Folge 2x11: Die Quittung)
- 1986: Magnum (Magnum, P.I.)
- 1987: Simon & Simon
- 1989: Jake und McCabe (Jake and the Fatman)
- 1990: Mord ist ihr Hobby
- 1993: L.A. Law – Staranwälte, Tricks, Prozesse (L.A. Law)
- 1997: Emergency Room – Die Notaufnahme (ER)
- 1998: Profiler

## Broadway
- 1963: Too True to Be Good
- 1964: The Passion of Josef D.
- 1975: Death of a Salesman